# Вілонія (Арканзас)
Вілонія (англ. Vilonia) — місто (англ. city) в США, в окрузі Фолкнер штату Арканзас. Населення — 4288 осіб (2020).

## Географія
Вілонія розташована на висоті 94 метрів над рівнем моря за координатами 35°4′43″ пн. ш. 92°12′56″ зх. д. / 35.07861° пн. ш. 92.21556° зх. д. (35.078720, -92.215507).  За даними Бюро перепису населення США в 2010 році місто мало площу 18,36 км², з яких 18,35 км² — суходіл та 0,01 км² — водойми. В 2017 році площа становила 20,65 км², з яких 20,64 км² — суходіл та 0,01 км² — водойми.

## Демографія
Згідно з переписом 2010 року, у місті мешкало 3815 осіб у 1251 домогосподарстві у складі 1053 родин. Густота населення становила 208 осіб/км².  Було 1327 помешкань (72/км²). 
Расовий склад населення:
| - 96,1 % — білих - 0,7 % — корінних американців - 0,6 % — чорних або афроамериканців - 0,2 % — азіатів |

До двох чи більше рас належало 1,7 %. Іспаномовні складали 2,6 % від усіх жителів.
За віковим діапазоном населення розподілялося таким чином: 34,4 % — особи молодші 18 років, 57,7 % — особи у віці 18—64 років, 7,9 % — особи у віці 65 років та старші. Медіана віку мешканця становила 29,8 року. На 100 осіб жіночої статі у місті припадало 94,3 чоловіків;  на 100 жінок у віці від 18 років та старших — 92,8 чоловіків також старших 18 років.
Середній дохід на одне домашнє господарство  становив 74 271 долар США (медіана — 66 277), а середній дохід на одну сім'ю — 83 800 доларів (медіана — 79 934). Медіана доходів становила 58 491 долар для чоловіків та 37 665 доларів для жінок. За межею бідності перебувало 7,2 % осіб, у тому числі 8,5 % дітей у віці до 18 років та 4,2 % осіб у віці 65 років та старших.
Цивільне працевлаштоване населення становило 2139 осіб. Основні галузі зайнятості: освіта, охорона здоров'я та соціальна допомога — 30,5 %, виробництво — 15,4 %, мистецтво, розваги та відпочинок — 10,8 %, публічна адміністрація — 6,4 %.
За даними перепису населення 2000 року в Вілонії мешкало 2106 осіб, 612 сімей, налічувалося 726 домашніх господарств і 785 житлових будинків. Середня густота населення становила близько 126,1 особа на один квадратний кілометр. Расовий склад Вілонії за даними перепису розподілився таким чином: 98,39% білих, 0,14% — чорних або афроамериканців, 0,52% — корінних американців, 0,19% — азіатів, 0,57% — представників змішаних рас, 0,19% — інших народів. іспаномовні склали 1,28% від усіх жителів міста.
З 726 домашніх господарств в 51,9% — виховували дітей віком до 18 років, 69,7% представляли собою подружні пари, які спільно проживали, в 10,9% сімей жінки проживали без чоловіків, 15,7% не мали сімей. 13,5% від загального числа сімей на момент перепису жили самостійно, при цьому 4,1% склали самотні літні люди у віці 65 років та старше. Середній розмір домашнього господарства склав 2,90 особи, а середній розмір родини — 3,16 особи.
Населення міста за віковим діапазоном за даними перепису 2000 року розподілилося таким чином: 33,0% — жителі молодше 18 років, 7,2% — між 18 і 24 роками, 35,4% — від 25 до 44 років, 16,6% — від 45 до 64 років і 7,9% — у віці 65 років та старше. Середній вік мешканця склав 32 роки. На кожні 100 жінок у Вілонії припадало 97,7 чоловіків, у віці від 18 років та старше — 96,4 чоловіків також старше 18 років.
Середній дохід на одне домашнє господарство в місті склав 45 147 доларів США, а середній дохід на одну сім'ю — 50 184 долара. При цьому чоловіки мали середній дохід в 33 684 долара США на рік проти 26 563 долара середньорічного доходу у жінок. Дохід на душу населення в місті склав 17 495 доларів на рік. 6,1% від усього числа сімей в окрузі і 7,6% від усієї чисельності населення перебувало на момент перепису населення за межею бідності, при цьому 9,0% з них були молодші 18 років і 11,9% — у віці 65 років та старше.